# Gestión de la identidad digital
La Gestión de la identidad digital consiste en conocer cabalmente el entorno de la web y su participación ética en ella. También implica la toma de conciencia de su identidad en línea y de los peligros que resulta de la exposición para decidir qué información personal publicar o no.
Las nuevas tecnologías relacionadas con la información y la comunicación están ampliando el concepto de identidad y completándolo con la identidad digital. Se puede observar que la estructura de esta identidad digital distingue la información claramente revelada por la persona, la identidad revelada por la acción realizada por la persona y la identidad calculada o inferida a partir del análisis de la acción realizada por la persona. La identidad digital, la información, la privacidad y la seguridad son inseparables, pues para gestionar correctamente el primero, debes saber gestionar los otros tres aspectos.

## Origen
El concepto de gestión de la Identidad digital, surge a causa de la proliferación de dispositivos móviles, al cambio de la forma en que nos comunicamos y relacionamos y a la aparición de nuevos lugares dónde ahora existe conexión a Internet. 
Toda actividad que se realiza en Internet, desde la selección de una imagen, vínculo, pasando por los correos electrónicos, llegando a la expresión y participación en foros y redes sociales; va generando la necesidad de gestionar la identidad en línea. Estas actividades, van dando forma a esta identidad; la cual puede o no coincidir con la identidad analógica de la persona. Es decir, definiendo a esta última como 

"las características que se pueden atribuir a una determinada persona en su vida fuera de la red u                                                                                                                                                                              offline"
Zhao et al., 2008

Este concepto viene acompañado de otros, como lo son, visibilidad, reputación, privacidad y la gestión eficaz de las anteriores.
La formación o construcción de esta identidad conlleva un aprendizaje del manejo de distintas herramientas y de nuevas formas de comunicarse por parte de los inmigrante digitales, también del aprendizaje de los niños y adolescente del cuidado de su persona en el ciberespacio, los llamados nativos digitales; término acuñado por Marc Prensky en el libro "Enseñanza nativos digitales".

## Características
Sherry Turkle habla de un "yo distribuido", una identidad distribuida; es decir, la vida de la persona discurre dentro y fuera de la pantalla del ordenador a través de las redes sociales, los campus o plataformas de formación, los foros, el uso de software en línea.
Las personas han ido aprendiendo a interpretar las cosas que suceden en el mundo a través de la pantalla, haciendo que se sientan más cómodas con ellas, lo que S. Turkle expresa, el sentirse más cómodo con las simulaciones. La sociedad se ha ido trasladando desde una cultura del cálculo a una cultura de la simulación.
La identidad en línea tiene como característica fundamental el apropiarse de esta nueva forma de expresarse y comunicarse; una nueva forma de significar el yo de la persona.
Otra característica, según la perspectiva de Goffman, 

la identidad en línea permite explicarla a partir de la metáfora dramatúrgica de la construcción de un personaje. El actor es el usuario, su identidad en línea, una máscara, un personaje que puede adoptar distintos roles.
Goffman, E. (1987)

## Gestión de la identidad digital
Existen muchos modelos posibles para gestionar las identidades digitales. Por un lado, habrá modelos extremos: en esos modelos, existe una base de datos administrada por la administración pública en la que se recopila información sobre la persona y está sujeta a leyes que controlan el acceso y verificación de los datos. datos. El otro extremo es un modelo que facilita a las personas mantener todos los datos personales (incluidas las transacciones). Sin embargo, es comprensible que el modelo más probable sea un modelo que combina un modelo de un agente que tiene información parcial sobre la persona y un modelo de administrador autorizado para acceder a los datos. A partir de Gamero (2009) se presentan una serie de herramientas gratuitas y accesibles en la red, a través de las cuales cualquier persona puede vertebrar una identidad digital. Estas herramientas pueden ser los blogs, que el nombre del blog o blog proviene de la navegación y se refiere al registro del barco, i microblogs, una herramienta similar a los blogs, excepto que tienen un número limitado de caracteres y se pueden publicar a través de varias aplicaciones (por ejemplo, a través de SMS o correo electrónico). Además de escribir microgestión, los usuarios también pueden seguir a otras personas y comprender su comportamiento y comentarios. También pueden ser útiles los sitios webs, cualquier página web puede ser una plataforma para construir una identidad digital. El famoso portal de noticias y la revista Wired son un ejemplo, que permite a cualquier lector comentar una historia. Estos comentarios están firmados (generalmente con un seudónimo) y se pueden recuperar en Internet en el futuro, como Google y otros motores de búsqueda para indexarlos. A la hora de aportar comentarios y opiniones en Internet, debes tener en cuenta que estos mensajes se pueden encontrar a través de buscadores y difícilmente desaparecerán de Internet. Por último, tenemos a las redes sociales, el uso de estas se está extendiendo rápidamente. Sin embargo, no se implica ningún control en todos los aspectos de su uso. En cuanto a la gestión de la identidad propia, muchos sitios de redes sociales permiten que no se muestren determinados datos de perfil personal. Son ejemplo: Facebook, LinkedIn, XING o Pleiteando (esta última especializada en el mundo jurídico).
«En última instancia, cada clic, de acción o comportamiento actúa como si fueran metadatos en una especie de panóptico global.»

## Elementos que hay que gestionar en la identidad digital

### Privacidad.
La conciencia de la privacidad de los datos personales en Internet y la disponibilidad de estos datos se ha convertido en un elemento clave en la gestión eficaz de las identidades digitales. En Internet, "los nodos principales son las personas y la información se difunde a través de redes interpersonales", Aced et al. (2009b). Se trata de respetar los datos personales y explicarles a las personas por qué se puede confiar en la empresa u organización que aloja esos datos. En este sentido, respetando a las personas, la información que constituye una identidad digital debe utilizarse de manera responsable. Tiene que ver con que los usuarios puedan decidir qué aspectos de sus identidades digitales se divulgan y qué compartir, y tiene que ver con controlar la información conocida sobre ellos y cómo las empresas, organizaciones e instituciones procesan los datos.

### Reputación.
La reputación depende de cómo piensan los demás sobre un tema. Aun así, el establecimiento de esta reputación puede ser realizado en parte por las partes involucradas. ¿Qué dice la gente? ¿Quién no mira antes de elegir un hotel, reservar una mesa en un restaurante o comprar un libro? Para encontrar la respuesta y elegir la respuesta que más nos interese, recurrimos a la reputación. Por tanto, las opiniones de terceros pueden influir en nuestra decisión.
En este sentido, es importante tener en cuenta quién está hablando de quién, dónde y de qué manera. Las opiniones de las personas humildes son diferentes a las de las personas conocidas, y estas últimas difundirán su juicio más rápidamente y luego pueden llegar a más personas famosas. Según Aced et al. (2009b), "La autoridad y el estatus no se logran a través de la jerarquía, sino a través de la capacidad de interactuar con otras personas, es decir, de recibir y enviar mensajes interesantes para los demás".

### Visibilidad.
Cualquier actividad que un individuo genere en Internet constituirá su visibilidad, ya sea positiva o negativa. Esta visibilidad se puede construir por sí sola a partir de comentarios en bloque, mensajes de Twitter, comentarios, videos o fotos, etc. Pero también puede ser el resultado de referencias o comentarios de terceros. La comparación en el mundo simulado será que la persona es más o menos conocida.
El impacto de la popularidad de una persona en el mundo digital se puede medir, por ejemplo, por la cantidad de contactos que tiene o los seguidores que participan en determinadas actividades. También se puede medir desde el momento de copiar cierto contenido, como copiar entradas de bloque, comentar videos, publicar contenido en redes sociales, etc. Por otro lado, independientemente de que sea un sitio web colaborativo o no, el tráfico que genera constituye un indicador cuantificable de visibilidad y número de enlaces al mismo.   Por eso podemos preguntarnos hasta qué punto podemos ver nuestra "marca" personal (nuestro nombre). Para las empresas, el hecho de que se genere cualquier forma de señal se ha considerado una medida de marketing. A nivel personal, es necesario evaluar si esto es beneficioso.

## Herramientas
Existen varias herramientas para la gestión de la presencia digital en Internet:
- OpenID
- Facebook Connect
- Google Friend Connect
- Identify
- Self-sovereign identity
- Friendfeed[1]